# DHC Delft
DHC (Delfia Hollandia Combinatie) ist ein Fußballverein aus der niederländischen Stadt Delft, der von 1932 bis 1953 neunzehn Spielzeiten in der höchsten Spielklasse vertreten war.

## Geschichte
DHC Delft wurde am 17. März 1910 gegründet und erlebte seine Blütezeiten in den 1930er und 1940er Jahren, als die erste Mannschaft des Vereins in der damals höchsten Eerste klasse spielte. Wichtigster Spieler des Teams war in diesen Jahren der Linksaußen der niederländischen Nationalmannschaft, Joop van Nellen. 1953 stieg das Team ab, und mit Einführung des bezahlten Fußballs und der Eredivisie wurde der DHC in die drittklassige Tweede divisie einsortiert; 1959 gelang der Aufstieg in die Eerste divisie. Mit dem Österreicher Friedrich Donnenfeld, der zuvor zeitweilig auch schon die niederländische Nationalmannschaft trainiert hatte, verpflichtete der DHC 1961 erstmals einen renommierten Trainer. Mit ihm scheiterte DHC zweimal in der Aufstiegsrunde zur Eredivisie und verlor 1962 das Pokalfinale gegen Sparta Rotterdam erst in der Verlängerung mit 0:1. 
1966 wurde die Profiabteilung als DHC’66 aus dem Verein ausgelagert. Doch inmitten der großen Vereine aus den Nachbarstädten Rotterdam und Den Haag verlor der Verein schnell an Attraktivität und Wirtschaftskraft. Auch eine Fusion mit XerxesDZB zu Xerxes/DHC’66, durch die 1967 die Nationalspieler Wim van Hanegem und Eddy Treijtel in die Mannschaft kamen, konnte das Berufsfußballteam nicht retten. Ende der Saison 1968 ging der Verein konkurs. Kurzzeitig gab es Überlegungen, eine Fusion mit Excelsior Rotterdam einzugehen, doch letztlich machten sowohl Xerxes als auch DHC im Amateurfußball weiter. In der Hoofdklasse wurde DHC 1983 und 1985 Meister der Sonntagsamateure. Im Jahr 2008 spielte die erste Mannschaft des DHC in der vierthöchsten Liga, der eerste klasse B.

## Erfolge
- Aufstieg in die höchste Spielklasse Eerste klasse 1932, 1951
- KNVB-Pokalfinalist 1950, 1962
- Meister der Sonntagsamateure 1983, 1985

## Spieler
- Joop van Nellen (1928–1937), 27 Spiele für DHC in der Nationalmannschaft.
- Piet Lagarde (19??–1962), ein Spiel für DHC in der Nationalmannschaft.